# Hatohobei (eiland)
Hatohobei (Engels: Tobi) is een klein eiland in het uiterste zuiden van de Micronesische republiek Palau, in de Stille Oceaan. Het eiland maakt deel uit van de gelijknamige staat, waarvan de hoofdplaats Hatohobei aan de zuidwestkust van het eiland gelegen is. Hatohobei maakt deel uit van de Zuidwesteilanden, die uit de staten Hatohobei en Sonsorol bestaan.
Het eiland is dichtbegroeid met kokospalmen (Cocos nucifera) en wordt omgeven door een koraalrif. Het heeft een oppervlakte van 85 hectare en telt 20 inwoners (2000). Het hoogste punt van Hatohobei ligt slechts drie meter boven de zeespiegel.

## Vervoer
Hatohobei is slechts bereikbaar per boot. De M/V Atoll Way, een schip in het bezit van de staatsoverheid, verzekert het vervoer tussen Hatohobei en 's lands grootste stad Koror.